# Grande cubottaedro troncato
In geometria, il grande cubottaedro troncato è un poliedro stellato uniforme avente 26 facce - 12 quadrate, 8 esagonali e 6 a forma di ottagramma - 72 spigoli e 48 vertici. Talvolta, in letteratura, esso è chiamato cubottaedro quasitroncato, essendo uguale a un cubottaedro troncato, , in cui le facce ottagonali sono stati sostituite da ottagrammi.

## Inviluppo convesso
L'inviluppo convesso del grande cubottaedro troncato, spesso indicato con il simbolo U20, è un cubottaedro troncato non uniforme.
| Cubottaedro troncato (facce regolari) | Inviluppo convesso | Grande cubottaedro troncato |

## Coordinate cartesiane
Le coordinate cartesiane per i vertici del grande cubottaedro troncato sono date da tutte le permutazioni di:
{\displaystyle {\Bigl (}\pm 1,\ \pm \left[1-{\sqrt {2}}\right],\ \pm \left[1-2{\sqrt {2}}\right]{\Bigr )}.}

## Poliedri correlati

### Grande disdiacisdodecaedro
Il grande disdiacisdodecaedro, o grande esacisottaedro, è un poliedro isoedro non convesso, nonché il duale del grande cubottaedro troncato, avente 48 facce intersecanti, tutte a forma di triangolo scaleno, come quella qua sotto riportata:
Le facce hanno tre angoli interni di diversa ampiezza pari a {\displaystyle \arccos({\frac {3}{4}}+{\frac {1}{8}}{\sqrt {2}})\approx 22,062\,191\,157\,54^{\circ }}, {\displaystyle \arccos(-{\frac {1}{6}}-{\frac {1}{12}}{\sqrt {2}})\approx 106,530\,027\,150\,22^{\circ }} e {\displaystyle \arccos(-{\frac {1}{12}}+{\frac {1}{2}}{\sqrt {2}})\approx 51,407\,781\,692\,24^{\circ }}.
Il grande disdiacisdodecaedro è poi topologicamente identico all'esacisottaedro, uno dei solidi di Catalan nonché il duale del cubottaedro troncato.